# Ipomoea wolcottiana
Ipomoea wolcottiana là một loài thực vật có hoa trong họ Bìm bìm. Loài này được Rose mô tả khoa học đầu tiên năm 1894.